# Hassan Habibi
Hassan Ebrahim Habibi (29 tháng 1 năm 1937 - 31 tháng 1 năm 2013) là một chính trị gia, luật sư, học giả Iran và là phó chủ tịch đầu tiên từ 1989 đến 2001 dưới sự chỉ đạo của Chủ tịch Akbar Hashemi Rafsanjani và Mohammad Khatami. Ông cũng là một thành viên của Hội đồng Cách mạng Văn hoá Cao cấp và là người đứng đầu Học viện Ngoại ngữ và Văn học Ba Tư từ năm 2004 cho đến khi ông qua đời vào năm 2013.

## Tiểu sử
Habibi sinh ngày 29 tháng 1 năm 1937. Ông nghiên cứu xã hội học ở Pháp. Ông đã có bằng tiến sỹ luật và xã hội học. Khi còn là sinh viên đại học, ông đã viếng thăm Khomeini trong khi người sau này lưu vong.

## Sự nghiệp
Habibi được Ayatollah Khomenei giao nhiệm vụ soạn thảo hiến pháp tương lai của Iran khi người này lưu vong ở Paris.. Phiên bản của ông bị sửa đổi nặng nề do những lời chỉ trích và văn bản cuối cùng được thông qua bởi cuộc bầu cử vào tháng 11 năm 1979.
Sau cuộc cách mạng Iran, Habibi được đặt tên là phát ngôn viên công khai cho hội đồng cách mạng. Ông là một trong những kiến trúc sư chính của bản dự thảo đầu tiên của Hiến pháp của Cộng hòa Hồi giáo Iran, sau đó được thông qua để thảo luận thêm cho một hội đồng các chuyên gia về Hiến pháp được bầu. [9] Bộ phận lắp ráp đã có những thay đổi đáng kể trong bản dự thảo ban đầu, ví dụ: Bằng cách giới thiệu vị trí mới của "nhà lãnh đạo Cộng hòa Hồi giáo" dựa trên Khomeini về khái niệm Giám hộ của các nhà làm luật Hồi giáo, cho phép hầu như không giới hạn quyền lực cho hàng giáo sĩ. Phiên bản sửa đổi đã được thông qua trong một cuộc trưng cầu dân ý phổ biến vào năm 1979. Trong cuộc bầu cử tổng thống năm 1980, Habibi điều hành văn phòng, nhưng chỉ nhận được 10% phiếu bầu so với 70% của Banisadr [10]. Habibi được Mohammad Beheshti hỗ trợ trong tiến trình bầu cử. [10] Trong cùng năm đó, ông đã giành được ghế nghị viện, là một đại diện của Đảng Cộng hòa Hồi giáo.
Habibi phục vụ như là bộ trưởng bộ tư pháp dưới thời Thủ tướng Mousavi. Ông là phó chủ tịch đầu tiên của Iran từ năm 1989 đến năm 2001, 8 năm dưới thời Tổng thống Rafsanjani và 4 năm dưới sự lãnh đạo của Tổng thống Khatami . Ông được thay thế bởi Mohammad Reza Aref trong chức vụ trong nhiệm kỳ thứ hai của Khatami. Ông cũng là người đứng đầu Học viện Ngoại ngữ và Văn học Ba Tư. và là thành viên của Hội đồng Thúc đẩy.

## Qua đời
Habibi qua đời vào ngày 31 tháng 1 năm 2013. Ông được chôn tại lăng Imam Khomeini ở Tehran vào ngày 1 tháng 2. Tang lễ có sự tham dự của nhân vật chính trị hàng đầu của Iran, bao gồm cả Tổng thống Ahmedinejad. 